# 厳挺之
厳 挺之（げん ていし、673年 - 742年）は、中国の唐代の官僚。名は浚。字で世に伝わった。父は厳方約。叔父は厳方嶷。兄は厳挹之。弟は厳損之。子は厳武。従孫（厳挹之の子の厳丹の子）は厳紳・厳綬。その厳正さと諫言によって、左遷を繰り返しながらも、玄宗に重んじられる。宰相の李林甫の謀略により、閑職におかれ、失意のうちに死んだ。

## 経歴
華州華陰県の出身。景雲年間に、戸部郎中であった厳方嶷は叔父にあたる。幼い時から、学問を好み、科挙の進士に合格した。神龍元年（705年）に、義興県尉に任じられる。この時、常州刺史であった姚崇に、意気軒昂な性質と官吏としての才幹を、傑出したものとして見いだされる。景雲元年（710年）に姚崇が宰相となった時に右拾遺として引き抜かれた。先天2年（713年）には、上皇となった睿宗と玄宗が民に酒食をふるまい、臣下と宴会を開く大酺を1カ月以上も続けていたため、これを浪費と諫め、そのために、大酺は中止となった。
その後、侍御史の任知古が、朝廷において衣冠が乱れているのを責め、不敬の罪で弾劾したが、万州員外参軍に左遷させられる。開元年間に、考功員外郎、考功郎中、知考功貢挙事、給事中を歴任する。宰相となった李元紘が宋遙を重用しているのを、「小人に溺れている」と批判し、登州刺史に左遷させられる。太原少尹となり、殿中監の王毛仲が、勅令がなく、兵器を求めていることを密奏し、濮州刺史となり、さらに汴州刺史となる。厳挺之は厳正な態度で治世に臨み、官吏であえて法を犯すものはなかったと伝えられる。
開元20年（732年）、王毛仲が罪により自殺を命じられた時に、玄宗は先の密奏を思い出し、中央に返り咲く。刑部侍郎に抜擢され、深い恩遇を受け、太府卿に任じられる。厳挺之は張九齢と仲が良く、張九齢が宰相に任じられた時に、陸景融とともに尚書左丞に用いられた。戸部侍郎であった蕭炅が「伏臘」を「伏獵」を読み違え、厳挺之はこのことを「朝廷になぜ、『伏獵侍郎』がいるのか？」と語り、このために、蕭炅は岐州刺史に左遷させられる。
張九齢は厳挺之を将来の宰相と見込み、宰相の李林甫と親交を結ぶように忠告していたが、厳挺之は自負心が強いため、李林甫を軽蔑し、3年に渡って公用以外で彼を訪れることはなかった。蕭炅は李林甫が引き立てていたこともあり、李林甫の恨みを買うことになった。開元24年（736年）、厳挺之が離縁した妻の夫がある蔚州刺史の王元琰が収賄の罪で訴えられ、そのために職務を休んだ厳挺之も連座させられ、宰相の張九齢・裴耀卿が解任させられる事態にまで発展し、洺州刺史に左遷させられる。開元29年（741年）、絳郡太守に異動する。厳挺之は仏教に篤く、仏僧の恵義に帰依しており、この年、恵義が死んだため、厚く弔った。
天宝元年（742年）、玄宗は李林甫に厳挺之を用いるように命じる。李林甫は厳挺之の弟である厳損之を呼び出し、「陛下は兄上を見たいと考えている。一計を使って、長安に入れば、大いに用いられるであろう」と語り、厳挺之に「病気であるため、長安に入って医者にかかりたい」という上奏を書かせた。李林甫はこれにより、厳挺之は高齢のために患っており、名目の官につけ、医者にかからせるのが良いと奏上する。玄宗は嘆息し、厳挺之は、員外詹事となり、洛陽で養生を命じられた。
洛陽に来て、志を失い、鬱々として病気になってしまった。自ら墓誌を書き、恵義の墓塔の左に葬るように言い残し、この年70歳で死んだ。自分と親交を結んだもので、自分より先に死んだものの遺族の面倒を見ていたため、同時代の人から重んじられたと伝えられる。

## 伝記資料
- 『旧唐書』巻九十九 列伝第四十九「厳挺之伝」
- 『新唐書』巻百二十九 列伝第五十四「厳挺之伝」